# Congrès international des associations francophones de science politique
Le Congrès international des associations francophones de science politique (CoSPoF) est une rencontre biannuelle de politologues francophones, dont la première édition eut lieu en 2005 et porta le nom de "1er Congrès commun des associations suisse, française, belge communauté francophone et de la Société québécoise de science politique".

## Précédents congrès
- 1er congrès : les 18 et 19 novembre 2005, à l'Université de Lausanne (Suisse).
- 2ème congrès : les 25 et 26 mai 2007, à l'Université Laval (Québec, Canada).
- 3ème congrès : du 7 au 9 septembre 2009, à l'Institut d'études politiques de Grenoble (France). Thème : "L'état de la science politique française".
- 4ème congrès : du 20 au 22 avril 2011, à l'Université libre de Bruxelles (Belgique). Thème : "Être gouverné au 21e siècle".
- 5ème congrès : du 24 au 26 avril 2013, à l'Université du Luxembourg (Luxembourg). Thème : "Les régimes politiques et leurs transformations au XXIème siècle".

- 6ème congrès : du 5 au 7 février 2015, à l'Université de Lausanne (Suisse). Thème : "Discipline(s) et indiscipline(s)".
- 7ème congrès : du 17 au 19 mai 2017, à l'Université du Québec à Montréal (Québec, Canada). Thème : "Flux et Frontières. Réponses politiques et identitaires".
- 8ème congrès : du 2 au 4 juillet 2019, à Sciences Po Bordeaux (France).
- 9ème congrès : du 7 au 9 avril 2021, à l'Université libre de Bruxelles (Belgique).

## Associations participant au congrès international
- Association belge de science politique
- Association de science politique du Luxembourg
- Association française de science politique
- Association suisse de science politique
- Société québécoise de science politique